# H1N2亜型
H1N2亜型はA型インフルエンザウイルスの一種。近年、人間と豚の間でパンデミックを起こしている。
H1N1、H1N2、H3N2は現代人間に流行するインフルエンザウイルスとして知られている。本種は他の種に比べ大きな疾患を起こさない。他種のインフルエンザ活動と結びついて増加することは珍しくない。
H1N1とH3N2の遺伝子再集合によって生まれたと考えられている。ウイルスのヘマグルチニンが近年流行しているH1N1ウイルスと近似しており、ノイラミニダーゼはH3N2ウイルスに似ており、H1N1、H3N2の両方に効果を持つ季節性インフルエンザ用のワクチンはH1N2型に対しても一般のインフルエンザ同様の効果を持っている。

## 歴史
A(H1N2)は2001年から2002年の流行期にカナダ、アメリカ、アイルランド、ラトビア、フランス、ルーマニア、オマーン、インド、マレーシア、シンガポールなど北半球に広範に確認され、2001年5月31日にインドで起こったのが最初である。
2002年の2月6日にはジュネーブの世界保健機関と英国の公的健康研究機構は英国、イスラエル、エジプトで人間からA(H1N2)が同定されたことを報告している
2001年から2002年のA(H1N2)ウィスコンシン系統は近年流行しているH1N1とH3N2の遺伝子再集合に起因している可能性が考えられるようになった。
2010年12月から2011年1月にかけて中国の6つの市において19種類のH1N2ウイルスが確認された。しかし、ウイルスは広範に広がらなかった。19人が死亡し、1000人を超える人が現在も罹患している。

## 資料
- Questions and Answers About Influenza A(H1N2) Viruses This is the source of most of this article.
- Influenza A(H1N2) — Global aspect
- Choi YK, Goyal SM, Farnham MW, Joo HS (August 2002). “Phylogenetic analysis of H1N2 isolates of influenza A virus from pigs in the United States”. Virus Res. 87 (2):  173–9. doi:10.1016/S0168-1702(02)00053-9. PMID 12191781.
- CDC